# Referendum in Bangladesh del 1977
Il referendum in Bangladesh del 1977 si svolse il 30 maggio 1977 per esprimere un voto di fiducia al presidente Ziaur Rahman.
Il risultato ha visto prevalere il sì con il 98,9% dei voti, con un'affluenza dell'88,1%.

## Contesto
Il 20 aprile 1977 il generale Ziaur Rahman assume il potere statale. Due giorni dopo, annunciò un referendum sul suo programma politico in 19 punti.

## Risultati
| Scelta                        | voti       | %    |
| ----------------------------- | ---------- | ---- |
| Sì                            | 33.400.870 | 98,9 |
| No                            | 378.898    | 1,1  |
| Schede bianche/nulle          | 0          | –    |
| Totale                        | 33.779.768 | 100  |
| Elettori registrati/affluenza | 38.363.858 | 88,1 |
| Fonte: Nohlen et al.          |            |      |

## Conseguenze
Nelle elezioni del giugno 1978 Ziaur Rahman viene eletto presidente, ma il 30 maggio 1981 venne assassinato durante un colpo di stato.